# Forest-Saint-Julien
Forest-Saint-Julien è un comune francese di 280 abitanti situato nel dipartimento delle Alte Alpi della regione della Provenza-Alpi-Costa Azzurra.

## Società

### Evoluzione demografica
Abitanti censiti